# Житомирська обласна бібліотека для дітей
Жито́мирська обласна́ бібліоте́ка для діте́й — культурно-інформаційний заклад для дітей, підлітків, батьків та організаторів дитячого читання. Бібліотека виконує функції науково-методичного центру для бібліотек області, що обслуговують дітей та підлітків. Бібліотечний фонд налічує понад 140 000 примірників науково-пізнавальної, довідково-енциклопедичної, художньої літератури, періодичних видань, на різних носіях інформації (друковані, аудіовізуальні матеріали, DVD, CD-ROM, електронні ресурси). З 2003 року бібліотека надає своїм користувачам послугу доступу до Інтернету, з 2013 також із застосуванням Wi-Fi.

## Історія
15 жовтня 1929 року при Житомирській публічній бібліотеці був відкритий дитячий відділ.
16 серпня 1938 року згідно рішення Народного комісаріату освіти УРСР була створена окрема Житомирська обласна бібліотека для дітей. Фонд бібліотеки на той час нараховував близько 25 тис. примірників книг.
Після вигнання гітлерівців з Житомирщини обласна бібліотека для дітей відкрилася для читачів в травні 1944 року в приміщенні обласного відділу народної освіти.
В 50-ті роки фонд літератури обласної бібліотеки для дітей зріс втричі в порівнянні з довоєнним часом, а кількість читачів сягнула чотирьох тисяч.
У 60-ті роки при бібліотеці діють 7 пересувок, які обслуговують дитячі садки та вихованців дитячих будинків, запроваджується диференційоване обслуговування читачів за віком, проводяться читацькі конференції, зустрічі з письменниками, обговорення дитячих книг. У 1979 році завершується будівництво приміщення для обласної наукової бібліотеки, і будівля однієї із перших публічних бібліотек на Волині дістається обласній бібліотеці для дітей.

 
З переїздом бібліотеки в приміщення по вулиці Пушкінській, 36, значно покращились умови для якісного обслуговування читачів-дітей: у відділі обслуговування дошкільників і учнів 1-3 кл. влаштували кімнату казок; у відділі обслуговування учнів 4-8 класів створено інформаційну кімнату, де зосереджено довідково-бібліографічний апарат; значно поліпшились умови читального залу, почав працювати нотно-музичний відділ з кінозалом.

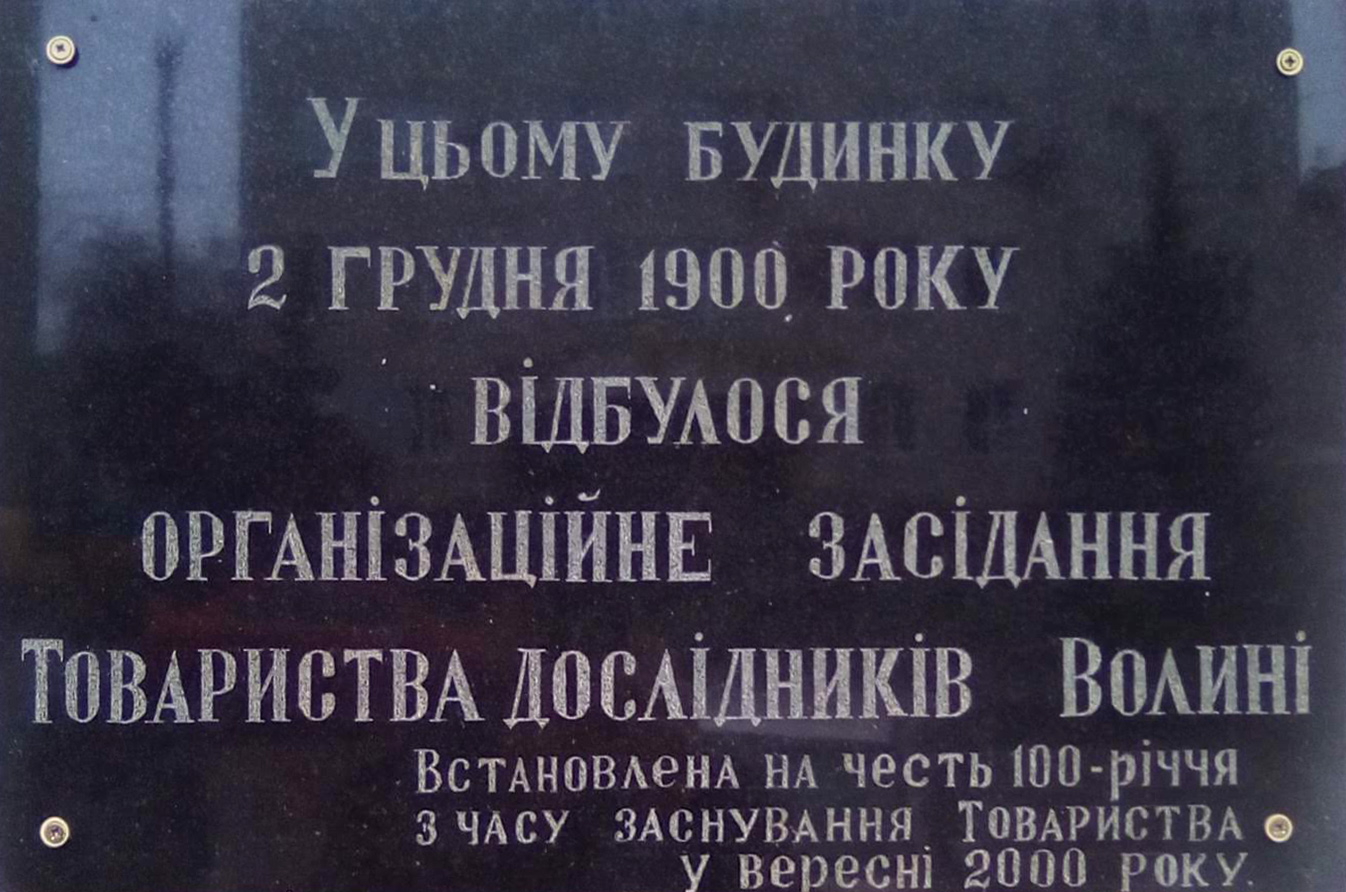
До 100-річчя створення Товариства дослідників Волині

У 1992 році старовинна будівля бібліотеки отримує статус пам'ятки архітектури і містобудування 2-ї половини ХІХ століття, присвоєно охоронний номер 16. У вересні 2000 року, на фасаді будівлі бібліотеки було встановлено анотаційну дошку на честь 100-ліття утворення Товариства дослідників Волині, перше зібрання якого проходило в цьому будинку.
В 2003 році бібліотека отримала грант за програмою «Інтернет для читачів публічних бібліотек (LEAP)», реалізація якого проходила за сприяння Посольства США в Україні. В бібліотеці відкривається Інтернет-центр для користувачів та створюється бібліотечний сайт.
У 2005 році бібліотека отримала додаток до гранту у межах проєкту «Інтернет для читачів публічних бібліотек (LEAP-CONNECT)» на продовження терміну роботи Інтернет-центру.
2007 рік — в бібліотеці організовано відділ інноваційних бібліотечних технологій та запроваджується в роботу автоматизація основних бібліотечних процесів. Починається створення електронного каталогу бібліотеки.
2008 рік — здійснено оновлення вебсайту Житомирської обласної бібліотеки для дітей.
2012 рік — впроваджуються технології WEB 2.0, створено блоги «Творча стежинка», «Читайбумчик», як допоміжні інформаційні Інтернет-ресурси, у 2013 — блог «МІСТО-онлайн».
У 2013 році у Всеукраїнському конкурсі Української Бібліотечної асоціації «Бібліотека року» Житомирська обласна бібліотека для дітей отримала Диплом третього ступеня за проєкт «Бібліотечна інноваційна майстерня спілкування в форматі 3-Д».
2013 рік — до ювілею бібліотеки вийшов, створений спільно з Житомирським обласним краєзнавчим музеєм, науковий збірник матеріалів Всеукраїнської науково-краєзнавчої конференції «Бібліотеки у збереженні культурної спадщини», в якому висвітлюються актуальні проблеми і перспективи розвитку бібліотечної справи в Україні, роль дитячих бібліотек у вихованні молоді, загальні питання джерелознавства, історіографії та бібліотечної справи.
У 2013 році обласна бібліотека для дітей Житомирської обласної ради стала переможцем четвертого раунду конкурсу з організації нових бібліотечних послуг із використанням вільного доступу до Інтернету за програмою Бібліоміст отримавши грант на впровадження своїх проєктів у практику роботи.
2014 рік — Бібліотека стала одним з переможців проєкту програми Бібліоміст та громадської організації Центр медіареформ «Регіональні піар-офіси сучасних бібліотек».
2015 рік — Обласна бібліотека для дітей Житомирської обласної ради за результатами Всеукраїнського огляду-конкурсу обласних бібліотек для дітей «Дитяча бібліотека в інформаційному суспільстві: пошуки гармонії, шляхи трансформації» стала переможцем у номінації «Обслуговування користувачів дітей»: за підтримку обдарованих дітей і талановитої творчої молоді, нестандартний підхід в обслуговуванні юних користувачів, забезпечення їхньої участі в обласних конкурсах з використанням нетрадиційних форм роботи, спрямованих на підтримку дитячого читання.
2016 рік — Обласна бібліотека для дітей Житомирської обласної ради стала одним з переможців проєкту «Все про Європу: читай, слухай, дізнавайся в пунктах європейської інформації в бібліотеках».
Березень 2016 року — у бібліотеці відкрито Локальний Центр громадянської освіти «Квартал МироТворчості» в рамках проєкту «Інтеграція через діалог. Освітня та інтеграційна допомога дітям, які постраждали від збройного конфлікту на Сході України та анексії Криму», який здійснює Всеукраїнська асоціація викладачів історії та суспільних дисциплін «Нова Доба» у партнерстві з громадською організацією УМНІЦ за підтримки Європейського Союзу.
У червні 2016 року розпочав роботу мовний гурток «Language Alliance» під керівництвом американки Ани Тереси Феррер, волонтера Корпусу Миру США в Україні.
В 2020 році бібліотека долучилась до ініціативи "насіннєві бібліотеки" та створила власну бібліотеку насіння.

## Структура та послуги
Житомирська обласна бібліотека для дітей має у своїй структурі 3 відділи та 4 сектори, які обслуговують близько 15 тис. читачів щорічно. Бібліотека працює в автоматизованій бібліотечній системі МАРК-SQL (MARC21), електронний каталог містить відомості про всі поточні надходження до фонду бібліотеки та аналітичні бібліографічні бази, продовжується ретрокаталогізація фонду. З 2016 року бібліотека почала впроваджувати автоматизацію в обслуговуванні користувачів.
Бібліотека є учасником корпоративних проєктів дитячих бібліотек України.